# كانزاكي (ساغا)
مدينة كانزاكي (بالإنجليزية: Kanzaki)‏ هي أحد المدن التابعة لمحافظة ساغا. تأسست رسميًا في 20/03/2006. ويقدر عدد سكانها بـ 33449 نسمة حسب تقدير مكتب الإحصاء الياباني لعام 2012. تبلغ مساحة كانزاكي 125.01 كم2. بكثافة سكانية تبلغ 268 نسمة/كم2.